# Liste der Baudenkmäler in Coburg/E
Dieser Teil der Liste der Denkmäler in Coburg beschreibt die denkmalgeschützten Objekte in folgenden Coburger Straßen und Plätzen:
- Eckardtsberg
- Elsässer Straße
- Ernstplatz
- Eupenstraße

## Eckardtsberg
| Adresse Bezeichnung Akten-Nr.                           | Beschreibung | Foto         |
| ------------------------------------------------------- | --- | ------------ |
| Eckardtsberg (Lage)                                     | Der 432 Meter hohe, südöstlich der Kernstadt gelegene Eckardtsberg ist unter diesem Namen bereits seit Ende des 14. Jahrhunderts belegt. Der Name leitet sich von umliegenden Äckern ab. An den südlichen Hängen wurde, wie auch am nahen südlichen Festungsberg, Wein angebaut, zu sehen auf dem Isselburg-Stich von 1626. Die Eckardsberg genannte schmale Fahrstraße führt von der Seidmannsdorfer Straße gegenüber der Einmündung Glockenberg aus zunächst hinauf zur Eckhardtsklause (1979 geschlossen) und dann am Berghang entlang unterhalb des Turms vorbei nach Klein Amerika, einem beliebten Ausflugslokal der 1950er und 1960er Jahre (1976 geschlossen). Von dort aus schwenkt die Straße wieder zur Seidmannsdorfer Straße hinab. |              |
| Eckardtsberg (Standort) Grenzstein D-4-63-000-60        | Der Grenzstein, wohl aus dem 18. Jahrhundert stammend, steht am Südosthang des Eckardtsberges. Es ist eine Markierung der Punktgrenze zwischen Coburg und Seidmannsdorf. |              |
| Eckardtsberg 15 a (Standort) Eckardtsturm D-4-63-000-59 | Den Eckardtsturm südlich der Straße Pilgramsroth auf dem Eckardtsberg errichtete Hofbaurat Carl Friedrich Wilhelm Streib 1873 in Steinquaderbauweise als einen von zwei stadtnahen Aussichtstürmen. Der gotisierende Erker über der Eingangstür schmückt die Westseite des zinnengekrönten Turms. Von 1955 bis 1960 war die Coburger Volkssternwarte auf dem Eckardtsturm untergebracht. | Eckardtsturm |

## Elsässer Straße
| Adresse Bezeichnung Akten-Nr.                                           | Beschreibung | Foto               |
| ----------------------------------------------------------------------- | --- | ------------------ |
| Elsässer Straße (Lage)                                                  | Am Südhang des Festungsbergs zweigt die Elsässer Straße vom Probstgrund nach Nordosten ab und geht nach einem Bogen in die Lothringer Straße über. Sie erhielt wie auch die Lothringer Straße und die nahe gelegenen Eupenstraße und Malmedystraße ihren Namen 1926 zum Andenken an die nach dem Ersten Weltkrieg verloren gegangenen Reichsgebiete. Die Elsässer Straße wird im oberen Bereich von den Bauten der herzoglichen Verwaltung beherrscht. |                    |
| Elsässer Straße 8 (Standort) Villa D-4-63-000-634                       | Reinhard Claaßen baute 1922/23 die repräsentative Villa in Hanglage mit Säulenbalkon im Stil des reduzierten Historismus als Direktoren- und Gästehaus der Herzoglich Sachsen-Coburg und Gotha'schen Verwaltung. Er verzichtete bewusst auf die üblichen Ausschmückungen bei Repräsentationsbauten wie Erker, Risalite, Zwerchhäuser und Ziergiebel. Nach dem Zweiten Weltkrieg wurde das Anwesen als reines Wohngebäude umgebaut, in dem Andreas Prinz von Sachsen-Coburg und Gotha mit seiner Familie seit seiner Rückkehr aus den USA 1965 lebt. Neben Umbauten 1977 und 1991 im Inneren des Gebäudes wurde die 1927 angefügte Veranda zu einem Wintergarten umgebaut. Äußere Veränderungen gab es nicht, so dass sich Haus und Park noch genau so darstellen wie 1923. | Elsässer Straße 8  |
| Elsässer Straße 9 (Standort) Büro- und Verwaltungsgebäude D-4-63-000-61 | Auch dieses Gebäude gehörte ehemals zur herzoglichen Verwaltung. Es dient heute als sozialpädiatisches Zentrum. Das sachliche, in reduziertem Historismus 1926 von Reinhard Claaßen erbaute zweigeschossige Gebäude mit Mansardwalmdach trägt als einzigen Schmuck einen dreiachsigen Zwerchhausrisaliten. Wie in Verwaltungsgebäuden dieser Zeit und Größe üblich, wird die Eingangshalle von einer barockisierenden Steintreppe mit Balustrade beherrscht, die über ein Podest im ersten Stock zweiarmig nach oben läuft. | Elsässer Straße 9  |
| Elsässer Straße 10 (Standort) Villa D-4-63-000-62                       | Das dritte der von Reinhard Claaßen in der Elsässer Straße errichtete herzogliche Verwaltungsgebäude, 1926 als Villa mit Mansardwalmdach zeitgleich und ähnlich der Nr. 9 als Wohnhaus für hochgestellte Beamte gebaut, ist heute Sitz der Herzoglichen Vermögensverwaltung und Familienstiftung von Sachsen-Coburg und Gotha. Anstelle eines mittig angeordneten Zwerchhausrisaliten schmückt ein über drei Fensterachsen verlaufender Balkon über einem Eingangsvorbau die straßenseitige Fassade. | Elsässer Straße 10 |

## Ernstplatz
| Adresse Bezeichnung Akten-Nr.                        | Beschreibung | Foto                                 |
| ---------------------------------------------------- | --- | ------------------------------------ |
| Ernstplatz (Lage)                                    | Im Jahr 1875 nach Herzog Ernst I. benannt, bildet der Platz die Verlängerung des Albertplatzes nach Nordwesten, entlang der ehemaligen und dort teilweise erhaltenen Stadtmauer. In diesem Abschnitt ist die kleine Grünanlage der letzte Rest der Unteren Anlage, die mit der Auffüllung der Stadtgräben 1798 entstand. |                                      |
| Ernstplatz (Standort) Mauer mit Treppe D-4-63-000-70 | Der Rückbau der inneren Wehranlage begann in Coburg am heutigen Ernstplatz im Jahr 1782. Es entstand eine niedrige Stützmauer aus Sandsteinquadern mit einer Treppenverbindung zwischen der Kleinen Rosengasse und dem 1798 verfüllten Wallgraben. Der wurde zu einer Grünanlage mit Spazierwegen umgestaltet, als Lustgärten für friedliche Wanderer, wie sich der damals regierende Herzog Ernst Friedrich von Sachsen-Coburg-Saalfeld ausdrückte. | Ernstplatz mit Treppe zur Rosengasse |
| Ernstplatz (Standort) Kriegerdenkmal D-4-63-000-71   | Mitten auf dem Ernstplatz erhebt sich das Kriegerdenkmal für die Gefallenen des Coburger Füsilierbataillons des 6. Thüringischen Infanterieregiments 95 im Krieg 1870/71. Es wurde im Auftrag der Stadt Coburg vom Hofbildhauer Heinrich Scheler nach einem Entwurf von Julius Martinet errichtet und am 18. Oktober 1874 eingeweiht. Das Denkmal wurde 1974 um einige Meter in eine kleine Grünanlage auf einen dreistufigen, quadratischen Unterbau versetzt. 2013 wurde eine Sanierung durchgeführt. Das neugotische Denkmal besteht aus einem vierseitigen Sockel mit Spitzbögen, aus dessen Mitte sich eine gut sieben Meter hohe achteckige, adlerbekrönte Säule emporreckt. Auf drei Tafeln im Sockel stehen die Namen von 16 Offizieren, 4 Unteroffizieren und 74 einfachen Soldaten. Die Köpfe an den Säulenecken zeigen Wilhelm I., Otto von Bismarck, Friedrich Wilhelm von Preußen, Albrecht von Roon, Friedrich Karl von Preußen, August von Werder, Friedrich Franz von Mecklenburg-Schwerin und Helmuth von Moltke. | Ernstplatz mit Kriegerdenkmal        |
| Ernstplatz 1 (Standort) Mietshaus D-4-63-000-63      | Das eindrucksvolle Gebäudeensemble des Coburger Neugotischen Rings besteht aus drei 1865/66 vom belgischen Architekten Adolf Schuster unter Einbeziehung mittelalterlicher Stadtmauerreste und Gebäudeteile aneinandergebauten Einzelhäusern. Den Bau des Mietshauses mit der Hausnummer 1 beauftragte der Privatier Emil Richter. 1903 kam es zum Ausbau des südlichen Dachgeschosses zu einer Wohnung. 1932 wurde das Turmdach umgestaltet. Das Gebäude besitzt am Ernstplatz eine Sandsteinquaderfassade, die durch einen Treppengiebelrisalit mit einem zweigeschossigen Mittelerker geprägt wird. Der Erker wird durch eine Altane oben abgeschlossen. Über seinen schmalen Fenstern sind im ersten Obergeschoss Maßwerkfelder und im zweiten Obergeschoss ein umlaufender Spitzbogenblendfries angeordnet. Die Südseite hat an der Hausecke einen dreiseitigen Turm, gefolgt von einem zurückgesetzten Turm mit einer zinnenbekrönten Vorhalle und Altane am Hauseingang. | Ernstplatz 1                         |
| Ernstplatz 2 (Standort) ehem. Konsulat D-4-63-000-64 | Die neugotische Fassade ist mit fünf Achsen ähnlich wie bei Haus Nr. 1 gestaltet. In der Mitte steht ein Zwerchgiebelrisalit mit einem aufwändig gestalteten Hauptportal vor dem Hauseingang und einem Konsolbalkon im zweiten Obergeschoss. Beidseitig vom Risalit sind jeweils zwei Fensterachsen vorhanden, die wie bei Haus Nr. 1 durch einen Kassettenfries unter der Dachtraufe abgeschlossen werden. | Ernstplatz 2                         |
| Ernstplatz 3 (Standort) Hirtenturm D-4-63-000-330    | Das Ensemble wird links durch Haus Nr. 3, einem viergeschossigen Wohnhaus mit einem halbrund vorspringendem fünfgeschossigen Wohnturmbau, dem früheren Hirtenturm abgeschlossen. Auf dem Grundstück an der Westecke der ehemaligen inneren Stadtmauer wohnte zuvor der städtische Hirte. Der in seinem Kern spätmittelalterliche Turm ist zinnengeschmückt, hat im ersten Obergeschoss einen Balkon und im Erdgeschoss den Hauseingang. Das dreiachsige Wohnhaus besitzt eine einfache Fassadengestaltung. Das neugotische Anwesen ist mit dem jüngeren Neurenaissancepalais in der Metzgergasse 14 baulich vereinigt. | Ernstplatz 3                         |
| Ernstplatz 5 (Standort) Stadtvilla D-4-63-000-66     | Das freistehende zweigeschossige Zeltdachhaus in neuklassizistischer Gestaltung stammt von Julius Girtanner und wurde 1864 vom Medizinalrat Carl Rückert als Stadtvilla in Auftrag gegeben. 1934 übernahm die Bayerische Versicherungskammer den mit einem Giebelrisaliten und einem Rosettenfries geschmückten Solitärbau. | Ernstplatz 5                         |
| Ernstplatz 6 (Standort) Wohnhaus D-4-63-000-67       | Der vor 1861 erbaute Mansarddachbau im Besitz des Briefträgers Friedrich Angermüller wechselte in kurzen Abständen wiederholt den Besitzer und erfuhr dadurch häufige Um- und Anbauten uneinheitlichen Stils. | Ernstplatz 6                         |
| Ernstplatz 8 (Standort) Villa D-4-63-000-68          | 1899/1900 ließ der Fleischwarenfabrikant Kommerzienrat Tobias Großmann durch Carl Kleemann eine Villa und Gartenanlage mit Grotte errichten, die in ihrem barockisierenden Historismus ein Gesamtkunstwerk besonderer Art darstellt. Der Aufbau der Anlage erinnert konkret an die der Schlossanlage Linderhof, nur dass die dort vorhandenen Wasserflächen hier durch englischen Rasen ersetzt wurden. Der Mansarddachbau steht auf einer das Untergeschoss bildenden Terrasse und wirkt in seiner Anlehnung an französische Vorbilder wie ein Villenschlösschen. Der reich gegliederte Bau wird geprägt von einem stark vorspringenden und im Obergeschoss als Belvedere ausgeführten Mittelrisalit mit aufgesetztem Zwerchhaus. Eine breite, mit Steinfiguren besetzte Treppe führt aus dem Garten hinauf auf die Terrasse und weiter durch ein mit zwei Säulen besetztes Portal ins Hochparterre. Auch die Seiten des Hauses sind durch Mittelrisalite und straßenwärts zusätzlich durch einen dreigeschossigen Erker gegliedert. Erhalten ist auch das aufwändig ausgeführte Treppenhaus mit Balustraden und Bogendurchgängen aus gedrehten Säulen sowie Stuckrahmen, die Wände und Decken gliedern. Die Villa hieß im Volksmund nach dem Bauherrn Schinkenvilla. | Ernstplatz 8                         |
| Ernstplatz 12 (Standort) Hexenturm D-4-63-000-69     | Unter Einbezug eines Teils der mittelalterlichen Stadtmauer entstand um 1200 der dreigeschossige, zinnenbewehrte Rundturm, der 1610 zum Hexengefängnis umgewandelt und seither Hexenturm genannt wird. Der sich seit 1861 durch Julius Martinet neugotisch darstellende achtachsige Anbau mit Mittelrisalit war ursprünglich seit Mitte des 16. Jahrhunderts zunächst Wohnhaus des Nachtwächters, ab 1781 Gefängnis und nach dem Umbau Sonntagsschule. Zum Eingang des Gebäudes führt vom Ernstplatz aus eine Treppe, an deren Seite die Bronzefigur Heimkehr des Bildhauers Ferdinand Lepcke steht. | Ernstplatz 12                        |

## Eupenstraße
| Adresse Bezeichnung Akten-Nr.                      | Beschreibung | Foto           |
| -------------------------------------------------- | --- | -------------- |
| Eupenstraße (Lage)                                 | Die Eupenstraße führt am nördlichen Hang des Eckhardtsbergs entlang von der Oberen Leopoldstraße stadtauswärts zum Pilgramsroth. Sie erhielt ihren Namen wie auch die nahe gelegenen Lothringer Straße, Elsässer Straße und Malmedystraße 1926 zum Andenken an die nach dem Ersten Weltkrieg verloren gegangenen Reichsgebiete.                        |                |
| Eupenstraße 48 (Standort) Wohnhaus D-4-63-000-926  | 1925 erbaute Max von Berg ein Wohnhaus mit Zollingerdach für den Ingenieur Wilhelm Hommert. Bedingt durch die geschwungene Form des Dachs besitzt das Haus über dem Erdgeschoss zwei Dachgeschosse. Die Eingangsseite nimmt ein Zwerchhausrisalit ein. Im 1997 ausgebauten Spitzboden ist die Wabenkonstruktion des Zollingerdachs sichtbar geblieben. | Eupenstraße 48 |
| Eupenstraße 94 (Standort) Gartenhaus D-4-63-000-72 | Das zweigeschossige Gartenhaus ist mit 1781 bezeichnet. Auf einem niedrigen Sockelgeschoss aus Sandsteinquadern stehen die verputzten Fachwerkwände des Obergeschosses abgeschlossen von einem mit Hohlziegeln gedeckten Walmdach. Über dem Eingang weist ein Keilstein neben dem Erbauungsjahr die Initialen J G B auf.                               | Eupenstraße 94 |